# Gran Via (Sabadell)
La Gran Via és l'eix urbà principal de Sabadell. Va ser inaugurada el 1976 com una mena d'autovia urbana.
El 1855 s'ha inaugurat el ferrocarril de la Línia Barcelona-Manresa-Lleida-Almacelles que seguia el traçat de la muralla enderrocada, però va quedar una cicatriu al teixit urbà de la ciutat. Des dels anys 1960 es fan projectes per a soterrar el ferrocarril. A principis dels anys 1970 finalment l'obra va començar i el 1976 va ser estrenada el vial damunt els túnels de RENFE. Quan el projecte es va presentar a la població el 1968, encara sota la dictadura franquista, ja va suscitar gran contestació pública i poc consens —subversió segons el règim– sobre la transformació «d'una barrera de ferro en una barrera d'asfalt».
La via que va ser construïda per a suprimir la barrera que formava el ferrocarril, amb l'augment del trànsit en algunes dècades s'ha transformat en una «barrera de formigó», font de pol·lució acústica i aèria. Des dels anys 2005 se cerquen solucions per tornar un caràcter urbà i més convivencial a aquesta artèria principal. Hi ha la voluntat de reduir el trànsit de pas entre Sabadell i Castellar del Vallès per aquesta via i recuperar l'espai amb prioritat per als vianants, la bicicleta i el transport públic, i transformar l'autovia urbana en un eix cívic.